# Rastrococcus iceryoides
Rastrococcus iceryoides är en insektsart som först beskrevs av Green 1908.  Rastrococcus iceryoides ingår i släktet Rastrococcus och familjen ullsköldlöss. Inga underarter finns listade i Catalogue of Life.